# Ľudmila Gajdošíková
Ľudmila Gajdošíková (* 17. října 1953 Bratislava) je slovenská právnička a soudkyně Ústavního soudu Slovenské republiky, bývalá politička za SDĽ, po sametové revoluci československá poslankyně Sněmovny národů Federálního shromáždění.

## Biografie
V roce 1977 absolvovala Právnickou fakultu Univerzity Komenského v Bratislavě. V roce 1987 získala titul kandidát věd. Publikovala odborné studie na téma pracovního práva a sociálního zabezpečení. V letech 1977-1995 pracovala na slovenském Ministerstvu práce a sociálních věcí.
Po roce 1989 se politicky angažovala. Ve volbách roku 1992 byla za SDĽ zvolena do slovenské části Sněmovny národů. Ve Federálním shromáždění setrvala do zániku Československa v prosinci 1992. V letech 1990-1992 zastávala post náměstkyně ministra práce a sociálních věcí a v roce 1994 byla státní tajemnicí. Od roku 1995 působila jako zástupkyně ředitele Ústavu státu a práva Slovenské akademie věd. V letech 1999-2000 pracovala coby ředitelka legislativního odboru Kanceláře prezidenta Slovenské republiky. Od roku 2000 působí jako soudkyně Ústavního soudu Slovenské republiky. Ve funkci byla opětovně potvrzena roku 2007.